# AH-64 Апач
AH-64 Апач је амерички јуришни хеликоптер, којег је направила фирма Хјуз хеликоптери (енгл. Hughes Helicopters).